# Ciepielówek
Ciepielówek – część wsi Krzepielów w Polsce, położona w województwie lubuskim, w powiecie wschowskim, w gminie Sława. Wchodzi w skład sołectwa Krzepielów.
W latach 1975–1998 Ciepielówek administracyjnie należał do województwa zielonogórskiego.